# لوید اوون
لوید اوون (به انگلیسی: Lloyd Owen) (زاده ۱۴ آوریل ۱۹۶۶) بازیگر انگلیسی است.
از فیلم‌هایی که وی در آن نقش داشته‌است می‌توان به قاتلان هندوستان، واندرول و سواری مجانی اشاره کرد.